# 雄狮少年
《雄狮少年》（英語：I Am What I Am）是一部2021年中国喜剧剧情動畫電影，由孙海鹏執導，北京精彩時間文化傳媒有限公司發行。該片讲述的是偏遠乡村留守少年阿娟与好友阿猫、阿狗组成雄狮小队，并在退隐舞狮高手咸鱼强的帮助下，最终在雄狮大赛中夺冠的故事。2021年12月17日中国上映，口碑正面，但因人物設計風格而遭受中國網民爭議，導致票房受影響。
续集《雄狮少年2》於2024年12月推出。

## 角色
| 角色             | 配音員              | 介紹                                         |
| 阿娟（劉家娟）   | 李昕 (幼年：柳澄琳) | 男主角，體格孱弱及性格怯懦。                 |
| 阿貓（劉福軍）   | 陈业雄              | 阿娟的好友，舞獅隊的獅尾。                   |
| 阿狗（劉志雄）   | 郭皓                | 阿娟的好友，舞獅隊的鼓手。                   |
| 咸魚強（謝國強） | 李盟                | 咸魚店的店主，退隱舞獅高手。                 |
| 阿珍（徐慧珍）   | 李佳思              | 咸魚強的妻子                                 |
| 阿娟妈妈         | 熊陈捷              | 和丈夫長期在城市打工養家。                   |
| 阿娟爸爸         | 马语非              | 長期在城市打工養家，因工受重傷後回鄉養傷。   |
| 阿娟爷爷         | 巴赫                |                                              |
| 狮馆大爷         | 王元鹰              |                                              |
| 阿娟（许娟然）   | 秋木                | 性格颯爽的少女。                             |
| 陈壮成           | 蔡壮壮              | 鎮上醒獅隊成員，初輕視阿娟，最後擂鼓支持他。 |
| 舞狮决赛主持人   | 付博文              |                                              |

## 制作

### 创作背景
2019年8月，《雄狮少年》开始立项。那时孙海鹏没有剧本，只有三个关键词：舞狮、少年和热血。他曾想过可以制作体育题材的故事，但篮球、足球等诸如此类的影片已有不少，再去尝试便会沦为普通。而舞狮则大不同，自带烟火气，在广州有着较好的传承。孙海鹏认为舞狮的造型非常好看，如果能把它呈现出来，视觉效果会很有冲击力。狮鼓一敲，狮头舞动，会有种热血的感觉。并且，如果用真人拍摄，就不能做太夸张的动作。

### 剧本设计
2019年9月底，电影剧本第一稿完成，确定了基本故事，之后几经修改，至2021年8月正式完成观众如今看到的最终剧本。孙海鹏认为少年成长题材的剧情基本是一个套路，《雄狮少年》也不例外，如果想要钻研出故事套路需要时间和运气。所以孙海鹏希望让故事变得简单，然后在其中加进丰富的情绪，比如少年成长的疑惑，他们的喜怒哀乐，还有师父咸鱼强和他妻子的中年人情感。尽量在故事框架里去填充多个面向的感情。

### 角色設計
为了让观众在不知不觉中感受到男主角阿娟的成长和蜕变，团队一共为他做了三个模型。一开始阿娟是长头发、瘦削的，背是弓着的，眼距拉得比较开。孙海鹏称“眼距如果太近的话，会让人物显得精神，不太好欺负的样子”。第二个模型是阿娟练了一段时间舞狮后，动画师给他剃了个平头，虽然脸没怎么变，但他的身体已经“悄悄”长了，背也挺起来了。而第三个模型则是彻底“换了个头”。身体的肌肉长出来了，脸部轮廓变得更硬朗，眉毛改平整了一些，眼距也拉近了。

### 配樂
主角阿娟每个阶段的心境以及状态都由不同乐器担任。从开始钢琴和清纯女声演绎阿娟单纯的心灵，再到通过管弦乐和唢呐表现他完全成长后的那颗坚定不移的内心。
影片许多地方需要群鼓来演奏，采用的方式是对狮鼓进行多遍实录，然后进行采样，再通过MIDI多次叠加，并加入其它打击乐补充来制造群感。曲目《最后一跃》中的群鼓段落使用了百轨打击乐，通过真假结合创造出了群奏的感觉。

## 音樂
| 曲序 | 曲目                                          |            | 作曲       | 主唱       |
| ---- | --------------------------------------------- | ---------- | ---------- | ---------- |
| 1.   | 无名的人（主题曲）                            | 唐恬       | 钱雷       | 毛不易     |
| 2.   | 莫欺少年穷 电影《雄狮少年》片尾曲版（片尾曲） | 阿龙、阿麦 | 阿龙       | 九连真人   |
| 3.   | 道山靓仔（插曲）                              | 仁科、茂涛 | 仁科、茂涛 | 五条人     |
| 4.   | 纸飞机（插曲）                                | 廖颖轩     | 廖颖轩     | 高玮浩     |
| 5.   | 世间始终你好（插曲）                          | 黄霑       | 顾嘉煇     | 罗文、甄妮 |
| 6.   | Rollin' On 《雄狮少年》电影版（插曲）         | 裘咏靖     | 裘咏靖     | 椅子乐团   |
| 7.   | 今夜无人入睡（插曲）                          | 阿达米     | 普契尼     | 魏松       |

## 發行
本片2021年12月17日中國上映，北京精彩時間文化傳媒有限公司出品兼發行，包含数字2D、IMAX 2D、中國巨幕2D、CINITY 2D等版本。2021年12月列入國家版權局的2021年度第十五批重點作品版權保護預警名單。12月28日，官方宣布增加数字2D粵語版本。6月9日，電影入圍法國2021年安錫國際動畫影展主競賽單元。

### 評價
《雄狮少年》受到中國甚至西方影評普遍讚譽，多數讚賞劇情、製作和故事理念。豆瓣电影網站得分8.3，好于78%动画片、92%喜剧片；猫眼电影超過15萬人評分而獲9.4分。央视給予肯定，评：「《雄狮少年》延续优秀国产动漫的国风基因，把国粹中的醒狮文化融入到少年追梦的故事里。」

### 票房
本片上映首週末票房仅6500万，不如預期，無緣先前樂觀預期的25亿元。2022年1月3日，票房突破2亿元。外界分析除了劇情和人物塑造本身的不足外，受抹黑而引發的爭議發酵，影響了票房。影评人冯小强認為，原創題材加上营销和檔期不佳，無法吸引觀眾是票房失利主因。

### 奖项
| 年份   | 颁奖礼                               | 奖项                       | 入围者       | 结果 | 参考来源 |
| ------ | ------------------------------------ | -------------------------- | ------------ | ---- | -------- |
| 2022年 | 第25届纽约国际儿童电影节             | 最佳长篇电影奖             | 《雄狮少年》 | 提名 | [ 22 ]   |
| 2022年 | 第19届维克亚洲电影节                 | 观众奖 评论家选择奖        | 《雄狮少年》 | 獲獎 | [ 23 ]   |
| 2024年 | 中国电影导演协会2020年至2023年度表彰 | 年度电影（2021年度）       | 《雄狮少年》 | 提名 |          |
| 2024年 | 中国电影导演协会2020年至2023年度表彰 | 评委会特别荣誉（2021年度） | 《雄狮少年》 | 獲獎 |          |
| 2024年 | 中国电影导演协会2020年至2023年度表彰 | 年度编剧（2021年度）       | 里则林       | 提名 |          |

## 爭議
《雄狮少年》儘管在影評界口碑正面，但卻遭受中國網民強烈指責，主因源自「眯眯眼」人物設計風格向西方對东亚人容貌的刻板印象靠攏，涉嫌「辱華」。對此，片方回應原型取自現實广东，李连杰主演的《黃飛鴻之三：獅王爭霸》（1992年）使令观众对舞狮有了更深的了解，激發創作靈感，故指控子虛烏有。製片人张苗表示现实主义风格是电影里故事、画面、角色形象的一把标尺，也从来不会后悔做出这个选择：「当然，现实中南派舞狮确实很强，它带有一定岭南的地域性，但它更有通向全国文化交流的资本，舞狮绝不只是地域性的文化符号，他一定能走进每个国人的心中。」

## 續集
續集《雄狮少年2》定於2024年推出；其片花率先於2023年北京精彩年度发布会上釋出。

## 衍生作品

### 小说
2023年上海译文出版社出版的图书《雄狮少年》由2021年年底上映的同名动画电影改编而成，作者是里则林。
小说讲述了受人欺负的留守少年阿娟，怀抱着对醒狮的热爱，和好兄弟阿猫、阿狗组成了醒狮小队，在咸鱼强的培训下历经重重磨砺完成了从病猫到雄狮的蜕变。这部现实主义题材作品不仅讴歌了大时代下小人物的梦想，更是赞扬了少年不认输不认命，向命运挥拳的奋斗精神。

### 音乐剧
2023年10月10日，音乐剧《雄狮少年》国语版首演卡司正式官宣。该剧衍生自同名国漫电影，是广州大剧院今年集结大湾区制作力量，打造的一部聚焦岭南醒狮文化和风土人情、传承拼搏进取的广府精神的中文原创音乐剧。
该剧由方书剑（饰演阿娟）、郭虹旭（饰演阿娟）、陈科铭（饰演阿娟）、陈小春（饰演咸鱼强）、陈洁仪（饰演阿娟，女）等人出演，并于2024年1月11日至14日广州大剧院全国首演。

## 外部連結
- 互联网电影数据库（IMDb）上《雄狮少年》的资料（英文）
- 豆瓣电影上《雄狮少年》的資料 （简体中文）